# Município de Homer (condado de Medina, Ohio)
O município de Homer (em inglês: Homer Township) é um município localizado no condado de Medina no estado estadounidense de Ohio. No ano de 2010 tinha uma população de 1.462 habitantes e uma densidade populacional de 23,04 pessoas por km².

## Geografia
O município de Homer encontra-se localizado nas coordenadas 41° 01′ 52″ N, 82° 07′ 00″ O. Segundo o Departamento do Censo dos Estados Unidos, o município tem uma superfície total de 63.46 km², da qual 63,38 km² correspondem a terra firme e (0,12 %) 0,08 km² é água.

## Demografia
Segundo o censo de 2010, tinha 1.462 pessoas residindo no município de Homer. A densidade populacional era de 23,04 hab./km².